# Provincial Reconstruction Team
Provincial Reconstruction Team eller PRT är en form av team som sätts upp för att återuppbygga och stödja instabila stater och regioner. PRT:s har etablerats i Afghanistan sedan 2002 och i Irak sedan 2008. Teamen består av olika arbetsgrupper så som experter på statlig uppbyggnad, militärer och diplomater.

## Grundtanke och historia
Grundtanken med PRT är baserad på ett civilt och militärt samarbete mellan olika organisationer och länder som tillsammans ska hjälpa ett land med att återuppbyggas och utvecklas. Teamen ska hjälpa länderna att bygga upp samhälle och utveckla dem på ett hållbart sätt genom att till exempel hjälpa till att bygga nya skolor och att bygga upp gamla skolor som skadats i krig. Ett PRT utbildar dock inte polisen utan detta sker genom den Task Force som har ansvaret för ett visst område. Respektive Task Force är även ansvarigt för att säkerheten är tillräcklig för att PRT i deras område kan verka

## Problematik
Konstruktionen med PRT är inte alltid oomstridd, till exempel har den före detta presidenten Hamid Karzai uttalat sig om att PRT beter sig som ett eget parlament då teamen bygger upp skolor och vägar på eget initiativ för flera miljarder. Utöver det visar även konservativa folkgrupper och rörelser sitt missnöje genom att attackera teamen och deras anställda.